# Vjerodajnice
Vjerodajnica (franc. lettre de créance, engl. letter of credence) je formalno pismo šefa države pošiljateljice kojim on predstavlja šefa diplomatske misije šefu države primateljice.
U pismu se - danas već dosta pojednostavljeno, iako još formalno stilizirano - navodi ime šefa misije i razred u kojem je imenovan. U vjerodajnicama je također molba upućena šefu države da diplomatu pokloni povjerenje i omogući ispunjavanje njegove misije. 
Vjerodajnice služe kao legitimacija i kao punomoć. Kopija akreditivnog pisma predaje se ministru vanjskih poslova države primateljice (obično prije predaje originala šefu države), a original se uručuje šefu države prilikom prve svečane audijencije, obično uz svečanu pratnju, vojne počasti, itd. Slična pisma daju se obično i šefovima specijalnih misija.